# Valle di Braies
La Valle di Braies (Pragser Tal o anche solo Prags in tedesco) è una valle dell'Alto Adige, precisamente una laterale della Val Pusteria.

## Geografia
Appartiene interamente al comune di Braies ed è circondata dalle montagne delle Dolomiti di Braies. Le parti più elevate della valle sono protette dal Parco naturale Fanes - Sennes - Braies.
La Val di Braies si dirama dalla Val Pusteria verso sud, tra Monguelfo (comune di Monguelfo-Tesido) e Villabassa, e poco dopo l'imbocco della valle si divide in due rami: uno sud-occidentale (Braies di Dentro) e uno meridionale (Braies di Fuori).
Il ramo sud-occidentale è attraversato dal Rio di Braies e ospita i due quartieri di Innerprag, con il centro comunitario di Schmieden (1210–1220 m  s.l.m.) e San Vito. In fondo alla valle si trova il Lago di Braies (1494  m).